# Van Wijngaardenova gramatika
Van Wijngaardenova gramatika, vW-gramatika ili W-gramatika je dvorazinska gramatika koja omogućava definiranje potencijalno beskonačnih gramatika u konačnom broju pravila produkcija. Izumio ju je Adriaan van Wijngaarden kako bi rigorozno definirao neka sintaksna ograničenja koja su prethodno morala biti formulirana u prirodnom jeziku, usprkos svojem esencijalno sintaktičkom sadržaju. Jedno od njih jest zahtjev jedinstvenosti identifikatora u programskim jedinicama te unifikacija primjene i definicije tih identifikatora,
Ova tehnika je korištena i razvijena prilikom definicije programskog jezika ALGOL 68.

## Pregled
W-gramatika se sastoji od konačnog skupa meta-pravila koja se koriste za izvođenje potencijalno beskonačno mnogo produkcijskih pravila iz konačnog skupa hiper-pravila. Meta-pravila su ograničena definicijom kontekstno neovisne gramatike. Hiper-pravila ograničavaju dopuštene kontekstne na gornjoj razini. Esencijalno je konzistentna supstitucija korištena u procesu izvođenja pravila produkcija istovjetna unifikaciji u Prologu, kao što je primijetio Alain Colmerauer.

## Primjene izvan ALGOL-a 68
Uočeno je da dvorazinske gramatike imaju potencijal korištenja izvan primarnog područja primjene.
Anthony Fisher je pokušao stvoriti parser za općenite W-gramatike (http://www-users.cs.york.ac.uk/~fisher/software/yoyovwg/  Arhivirana inačica izvorne stranice od 14. prosinca 2007. (Wayback Machine)).
Uporaba metode je predložena za opis složenih ljudskih djelovanja u ergonomici.

## Vanjske poveznice
- uporaba u ALGOL-u 68